# Guillaume Tell (série télévisée, 1958)
Cet article concerne la série télévisée de 1958. Pour la série télévisée de 1987, voir Guillaume Tell (série télévisée, 1987).
Guillaume Tell (William Tell ou The Adventures of William Tell) est une série télévisée britannique en 39 épisodes de 26 minutes, en noir et blanc, créée par Leslie Arliss d'après le héros légendaire de Guillaume Tell, diffusée entre le 15 septembre 1958 et le 15 juin 1959 sur le réseau ITV.
Au Québec, la série a été diffusée à partir du 4 octobre 1959 à la Télévision de Radio-Canada, et en France, à partir du 30 juin 1962 sur RTF Télévision. Rediffusion sur Série Club.

## Synopsis
Cette série met en scène les aventures, au XIVe siècle, du célèbre Guillaume Tell.

## Distribution
- Conrad Phillips (en) (VF : Roger Rudel) : Guillaume Tell
- Jennifer Jayne (en) : Hedda Tell
- Richard Rogers : Walter Tell
- Willoughby Goddard (en) (VF : Serge Nadaud) : Landburgher Gessler

## Épisodes
1. Le chapeau de l'empereur
2. L'attaque
3. Les assassins
4. Les otages
5. L'avalanche
6. Les enfants esclaves
7. La baronne
8. Mort éphémère
9. Une voix dans la nuit
10. Le lettre égarée
11. Le gantelet de St Gerhardt
12. Le coucou
13. L'élixir
14. La poudre magique
15. Le prisonnier
16. La fille de Gessier
17. Chasse à l'homme
18. Le bandit
19. À l'abri
20. L'ours
21. La suspecte
22. La roue d'or
23. La mariée
24. Le vengeur
25. La jeune veuve
26. La mégère
27. Le piège
28. Le tueur
29. Les montagnards
30. Le chirurgien
31. Le jeune officier
32. L'étranger indésirable
33. La bande noire
34. La fille du général
35. L'arme secrète
36. Le traître
37. Le château de la peur
38. L'araignée
39. Le maître espion